# Chiesa di Nostra Signora del Soccorso (Vezzano Ligure)
La chiesa di Nostra Signora del Soccorso è un luogo di culto cattolico situato nella frazione di Vezzano Superiore, in via Roma, nel comune di Vezzano Ligure in provincia della Spezia. La chiesa è sede della parrocchia omonima del vicariato dell'Alta Val di Magra della diocesi della Spezia-Sarzana-Brugnato.

## Storia e descrizione

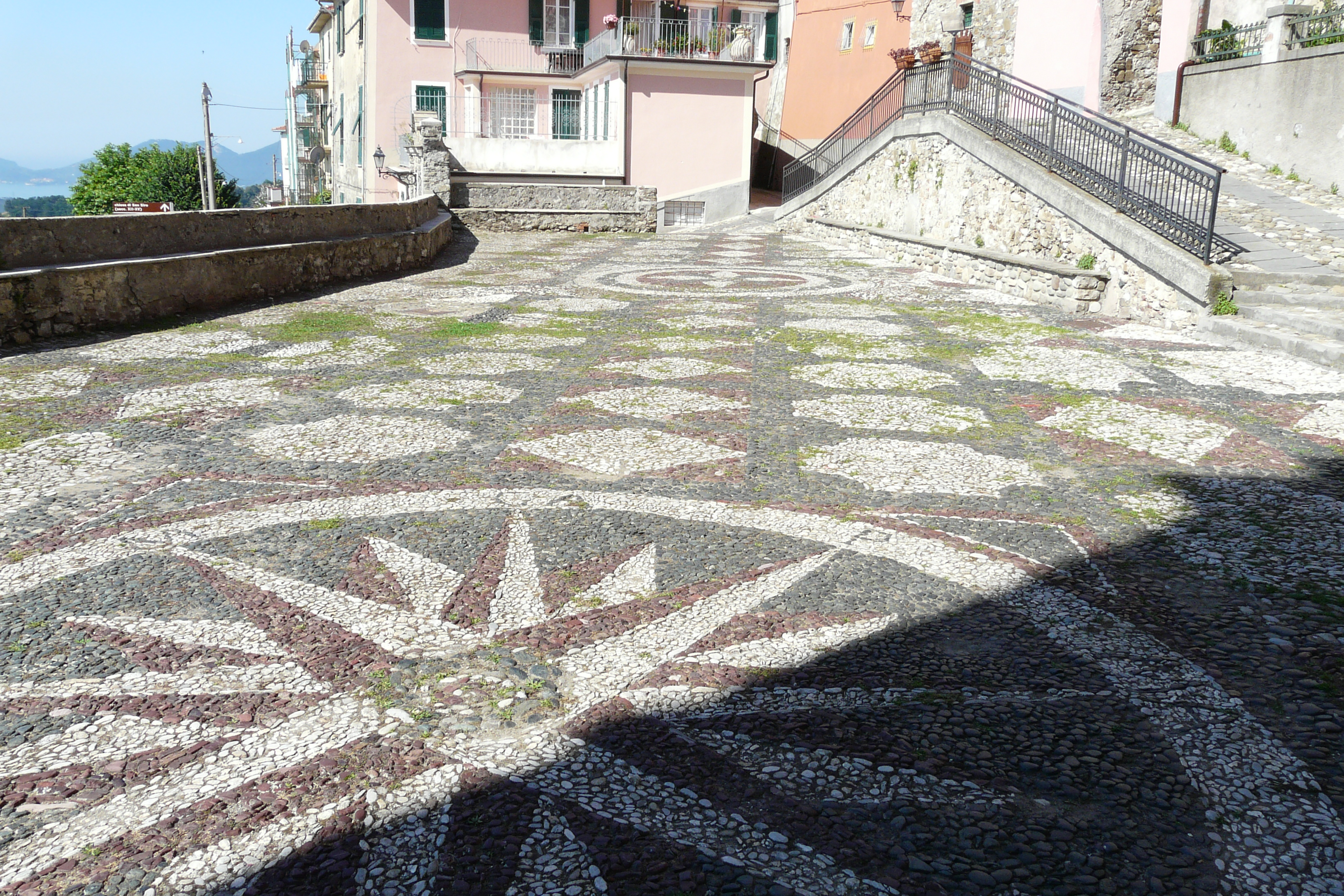
Particolare del sagrato, realizzato con la tecnica del risseu.

Il primo edificio religioso nacque come oratorio, originariamente dedicato a santa Maria Vergine, dopo una presunta apparizione mariana della Vergine Maria nel 1524 che, come afferma la leggenda popolare, mise fine alla pestilenza in loco.
Riadattata in epoca successiva (plausibile un aumento della struttura e rivisitazione della stessa) e considerato santuario mariano, ereditò il titolo di parrocchiale di Vezzano Superiore dalla chiesa di San Siro; quest'ultima ne prese a sua volta il titolo dalla pieve di San Prospero, dell'XI secolo, e sita nei pressi di Bottagna (anticamente Corongiola).
L'antistante piazzale del sagrato della chiesa, del XIX secolo è formato da migliaia di ciottoli di fiume che, disposti a mosaico, formano diverse figure geometrichein un tipico risseu ligure.